# Nezperce
Nezperce è una città degli Stati Uniti d'America, situata nello Stato dell'Idaho, nella Contea di Lewis, della quale è anche il capoluogo.